# Бог резни
«Бог резни» (фр. Le Dieu du carnage) — комедия французской актрисы и драматурга Ясмины Реза (2007). Это история двух родительских пар, которые знакомятся после того, как их сыновья сходятся в школьной драке. При этом каждая пара оспаривает родительские навыки другой, вместо того чтобы разглядеть собственные проблемы. В марте 2009 года пьеса была названа «лучшей комедией сезона 2008 в Лондоне» и получила театральную премию Лоренса Оливье.

## Театральные постановки
Впервые спектакль по пьесе «Бог резни» был поставлен в Цюрихе, в 2007 году (режиссёр Юрген Гош). Вторая постановка в театре «Антуан» (Париж) 2008 год. Одну из главных ролей исполнила Изабель Юппер. Режиссёром спектакля в театре «Антуан» стала сама Ясмина Реза. Третья постановка «God of Carnage» — в театре «Гилгуд» (Лондон) 2008 год (режиссёр Мэтью Варкус). В 2009 году премьера по пьесе «Бог резни» вышла на Бродвее (режиссёр Мэтью Варкус). В спектакле приняли участие Джефф Дэниэлс, Хоуп Дэвис, Джеймс Гандольфини и Марша Гей Харден.
В 2011 году пьеса поставлена в театре «Современник» (Москва). Перевод пьесы — Дмитрий Быков, режиссёр — Сергей Пускепалис. В постановке «Современника» приняли участие актёры: Ольга Дроздова, Сергей Юшкевич, Владислав Ветров, Алёна Бабенко.
В 2020 году пьеса поставлена в Новгородском театре для детей и молодежи "Малый" (Великий Новгород) в переводе Сергея Самойленко, режиссёр — Надежда Алексеева.
В 2025 премьера по этой пьесе в переводе С. Самойленко прошла в Санкт-Петербургском Театре им. Ленсовета, режиссер — з.а. РФ Александр Солоненко.

## Экранизации
- «Резня» (англ. Carnage; Франция, художественный фильм, 2011, 79 мин.) — реж. Роман Полански. В главных ролях: Кейт Уинслет, Кристоф Вальц, Джоди Фостер, Джон Си Райли.